# Pogonomyrmex
A Pogonomyrmex a rovarok (Insecta) osztályának a hártyásszárnyúak (Hymenoptera) rendjébe, ezen belül a hangyák (Formicidae) családjába tartozó nem.
Nemzetségének a típusneme.

## Származásuk, elterjedésük
Újvilágiak, azaz Észak-, Közép- és Dél-Amerikában egyaránt előfordulnak. Egy faj Haitin endemikus, azaz csak ott található meg.

## Életmódjuk, élőhelyük
Jellemzően szárazabb területeken élnek a szavannáktól a sivatagokig. Néhány fajuk maggyűjtő.

## Rendszertani felosztásuk
A nembe 2014-től az alábbi 69 élő faj és 1 fosszilis faj tartozik:
| - Pogonomyrmex abdominalis Santschi, 1929 - Pogonomyrmex andinus Kusnezov, 1951 - Pogonomyrmex anergismus Cole, 1954 - Pogonomyrmex angustus Mayr, 1870 - Pogonomyrmex anzensis Cole, 1968 - Pogonomyrmex apache Wheeler, 1902 - Pogonomyrmex atratus Santschi, 1922 - Pogonomyrmex badius (Latreille, 1802) - típusfaj - Pogonomyrmex barbatus (Smith, 1858) - Pogonomyrmex bicolor Cole, 1968 - Pogonomyrmex bigbendensis Francke & Merickel, 1982 - Pogonomyrmex bispinosus (Spinola, 1851) - Pogonomyrmex brevibarbis Emery, 1906 - Pogonomyrmex brevispinosus Cole, 1968 - Pogonomyrmex bruchi Forel, 1913 - Pogonomyrmex californicus (Buckley, 1866) - Pogonomyrmex carbonarius Mayr, 1868 - Pogonomyrmex catanlilensis Gallardo, 1931 - Pogonomyrmex coarctatus Mayr, 1868 - Pogonomyrmex colei Snelling, 1982 - Pogonomyrmex comanche Wheeler, 1902 - Pogonomyrmex cunicularius Mayr, 1887 - Pogonomyrmex desertorum Wheeler, 1902 - †Pogonomyrmex fossilis Carpenter, 1930 - Pogonomyrmex guatemaltecus Wheeler, 1914 - Pogonomyrmex hoelldobleri Johnson, Overson & Moreau, 2013 - Pogonomyrmex huachucanus Wheeler, 1914 - Pogonomyrmex humerotumidus Vásquez-Bolaños & Mackay, 2004 - Pogonomyrmex imberbiculus Wheeler, 1902 - Pogonomyrmex inermis Forel, 1914 - Pogonomyrmex kusnezovi Cuezzo & Claver, 2009 - Pogonomyrmex laevigatus Santschi, 1921 - Pogonomyrmex laevinodis Snelling, 1982 - Pogonomyrmex laticeps Santschi, 1922 - Pogonomyrmex lobatus Santschi, 1921 | - Pogonomyrmex longibarbis Gallardo, 1931 - Pogonomyrmex magnacanthus Cole, 1968 - Pogonomyrmex marcusi Kusnezov, 1951 - Pogonomyrmex maricopa Wheeler, 1914 - Pogonomyrmex mayri Forel, 1899 - Pogonomyrmex mendozanus Cuezzo & Claver, 2009 - Pogonomyrmex meridionalis Kusnezov, 1951 - Pogonomyrmex micans Forel, 1914 - Pogonomyrmex mohavensis Johnson & Overson, 2009 - Pogonomyrmex occidentalis (Cresson, 1865) - Pogonomyrmex montanus MacKay, 1980 - Pogonomyrmex naegelii Emery, 1878 - Pogonomyrmex occidentalis (Cresson, 1865) - Pogonomyrmex odoratus Kusnezov, 1949 - Pogonomyrmex pima Wheeler, 1909 - Pogonomyrmex pronotalis Santschi, 1922 - Pogonomyrmex rastratus Mayr, 1868 - Pogonomyrmex rugosus Emery, 1895 - Pogonomyrmex salinus Olsen, 1934 - Pogonomyrmex saucius Wheeler & Mann, 1914 - Pogonomyrmex schmitti Forel, 1901 - Pogonomyrmex snellingi Taber, 1998 - Pogonomyrmex stefani Lattke, 2006 - Pogonomyrmex striatinodus Fernández & Palacio, 1998 - Pogonomyrmex subdentatus Mayr, 1870 - Pogonomyrmex subnitidus Emery, 1895 - Pogonomyrmex sylvestris Lattke, 1991 - Pogonomyrmex tenuipubens Santschi, 1936 - Pogonomyrmex tenuispinus Forel, 1914 - Pogonomyrmex texanus Francke & Merickel, 1982 - Pogonomyrmex theresiae Forel, 1899 - Pogonomyrmex uruguayensis Mayr, 1887 - Pogonomyrmex variabilis Santschi, 1916 - Pogonomyrmex vermiculatus Emery, 1906 - Pogonomyrmex wheeleri Olsen, 1934 |

## Fordítás
- Ez a szócikk részben vagy egészben  a   Pogonomyrmex című angol Wikipédia-szócikk ezen változatának fordításán alapul.  Az eredeti cikk szerkesztőit annak laptörténete sorolja fel. Ez a jelzés csupán a megfogalmazás eredetét és a szerzői jogokat jelzi, nem szolgál a cikkben szereplő információk forrásmegjelöléseként.